# Секстон, Дейв
Дэ́вид (Дейв) Се́кстон (англ. David Sexton; 6 апреля 1930 — 25 ноября 2012) — английский футболист и футбольный тренер.

## Футбольная карьера
Дейв был сыном профессионального боксёра Арчи Секстона, но, в отличие от отца, стал профессионально заниматься футболом. В 1948 году подписал свой первый контракт с лондонским «Вест Хэм Юнайтед». Основной его позицией на поле была позиция инсайда (оттянутого нападающего). Кроме «Вэст Хэма» Секстон выступал за клубы «Лутон Таун», «Лейтон Ориент», «Брайтон энд Хоув Альбион» и «Кристал Пэлас». Наибольших успехов добился в «Брайтоне», с которым выиграл чемпионский титул Третьего южного дивизиона в сезоне 1957/58.

## Тренерская карьера
После завершения карьеры игрока Секстон перешёл в тренерский штаб «Челси». В 1965 году короткий промежуток времени был главным тренером футбольного клуба «Лейтон Ориент». В 1966 году главный тренер «Арсенала» Берти Ми назначил Секстона тренером первой команды «канониров», но уже в следующем году Секстон вернулся в «Челси», заняв пост главного тренера, освободившийся после отставки Томми Дохерти. Под его руководством «Челси» выиграл Кубок Англии 1970 года, а также Кубок обладателей кубков 1971 года. В 1972 году «Челси» дошёл до финала Кубка Лиги, но уступил в нём клубу «Сток Сити». После этого Секстон поссорился с рядом важных игроков «Челси», включая Питера Осгуда и Алана Хадсона, которые были впоследствии проданы. Сложные отношения с игроками, а также ряд других внутренних проблем в клубе, вынудили руководство «Челси» уволить Секстона после неудачного начала сезона 1974/75.
Вскоре после этого Секстон был назначен главным тренером «Куинз Парк Рейнджерс». С командой, состоящих из таких игроков как Стэн Боулс и Джерри Фрэнсис, а также экс-футболистов «Челси» Джона Холлинса и Дэвида Уэбба, Секстон поборолся за чемпионский титул Первого дивизиона в сезоне 1975/76, но уступил «Ливерпулю» лишь одно очко в самом последнем туре чемпионата.
В 1977 году Секстон возглавил «Манчестер Юнайтед», вновь сменив Томми Дохерти на посту главного тренера. Под его руководством «Юнайтед» играл в строгий, академичный футбол, из-за чего Секстон был непопулярен среди болельщиков. Назначив Секстона, руководство «Юнайтед» продемонстрировало своё нежелание рисковать, заменив приверженца зачастую недисциплинированного атакующего стиля Дохерти на осторожного Секстона.
За годы пребывания Секстона на «Олд Траффорд» он так и не смог выиграть с клубом ни одного турнира. В 1979 году «Юнайтед» вышел в финал Кубка Англии, но уступил «Арсеналу» в эффектной борьбе со счётом 3:2, а в чемпионате сезона 1979/80 занял второе место после «Ливерпуля». В апреле 1981 года Секстон был уволен, хотя перед этим «Юнайтед» выиграл семь матчей подряд. После этого он тренировал «Ковентри Сити» в течение двух лет, сохранив клуб в высшем дивизионе, в 1983 году завершил тренерскую карьеру в клубах.
Секстону удалось добиться серьёзных успехов в качестве тренера молодёжной сборной Англии, с которой он дважды выигрывал молодёжный чемпионат Европы, в 1982 и 1984 годах. В 1984 году он стал Первым техническим директором Футбольной ассоциации в Национальной школе футбола ФА в Лиллесхолле. Он также написал книгу «Tackle Soccer», которая является руководством по тренировке футбольных команд для тренеров всех уровней.
В последние годы своей жизни Секстон проживал в Кенилуорте, Уорикшир. Он жил там с момента назначения на пост главного тренера «Ковентри Сити» в 1981 году. В его честь в центре города было реконструировано здание, которое сейчас называется «дом Секстона» (Sexton House); в нём располагаются офисы и магазины.

## Достижения

### В качестве игрока
«Вест Хэм Юнайтед»
- Чемпион Второго дивизиона: 1954/55

«Брайтон энд Хоув Альбион»
- Чемпион Третьего южного дивизиона: 1957/58

### В качестве тренера
«Челси»
- Обладатель Кубка Англии: 1970
- Обладатель Кубка обладателей кубков УЕФА: 1971

«Манчестер Юнайтед»
- Обладатель Суперкубка Англии: 1977

Сборная Англии
- Чемпион Европы среди юношей до 21 года (2): 1982, 1984

## Тренерская статистика
| Клуб                 | Страна | Начало работы | Завершение работы | Показатели | Показатели | Показатели | Показатели | Показатели |
| Клуб                 | Страна | Начало работы | Завершение работы | М          | В          | П          | Н          | % побед    |
| -------------------- | ------ | ------------- | ----------------- | ---------- | ---------- | ---------- | ---------- | ---------- |
| Лейтон Ориент        | Англия | январь 1965   | декабрь 1965      | 37         | 7          | 20         | 10         | 18,9       |
| Челси                | Англия | октябрь 1967  | октябрь 1974      | 333        | 140        | 93         | 100        | 42         |
| Куинз Парк Рейнджерс | Англия | октябрь 1974  | июль 1977         | 130        | 57         | 41         | 32         | 43,8       |
| Манчестер Юнайтед    | Англия | июль 1977     | апрель 1981       | 191        | 75         | 52         | 64         | 39,3       |
| Англия (до 21 года)  | Англия | 1977          | 1990              |            |            |            |            |            |
| Ковентри Сити        | Англия | май 1981      | май 1983          | 88         | 28         | 39         | 21         | 31,8       |
| Англия (до 21 года)  | Англия | 1994          | 1996              |            |            |            |            |            |